# دینورآب

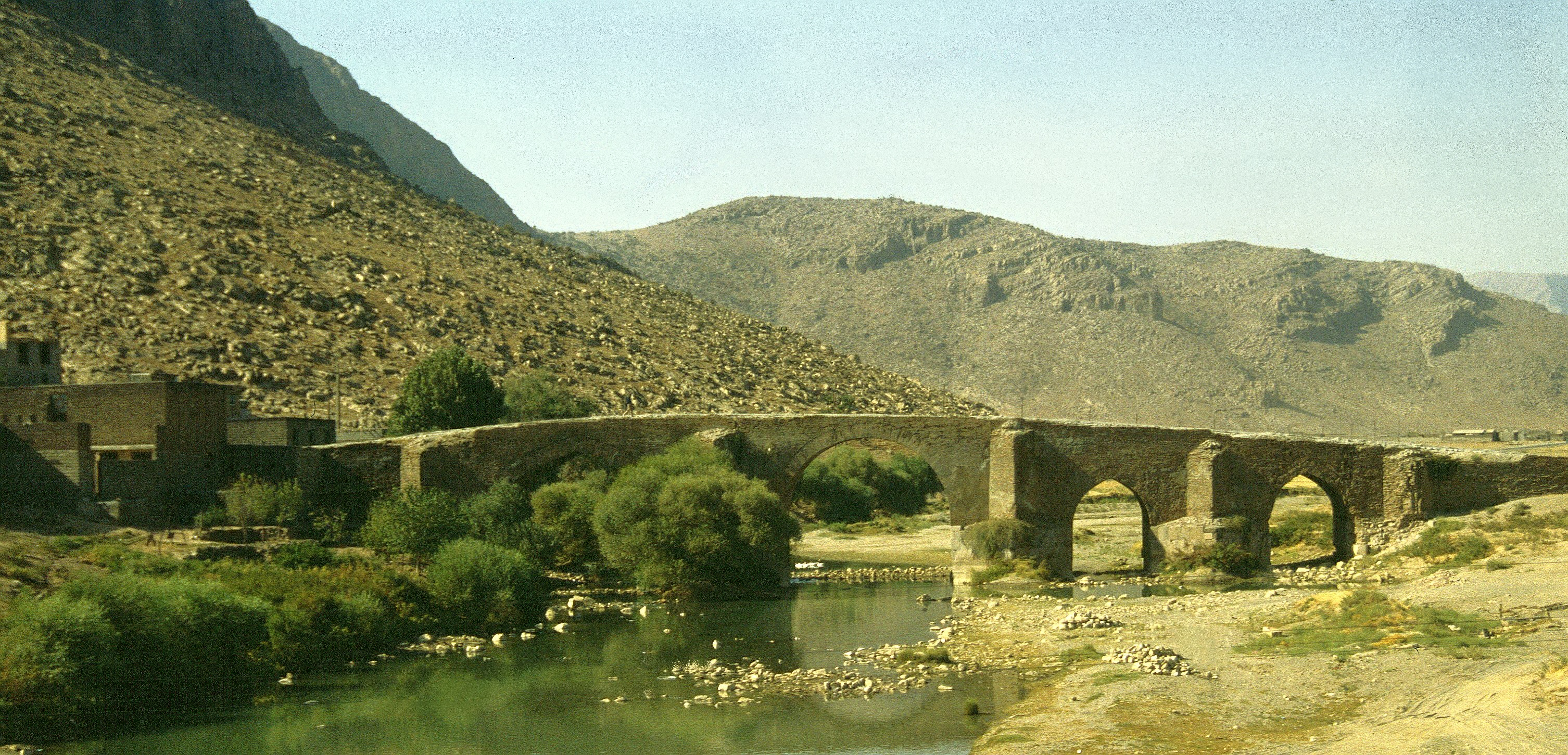
پل بیستون روی رودخانه دینورآب

دینورآب (به کردی: دینه‌وه‌رئاو Dîneweraw) رودخانه‌ای در دشت دینور و چمچمال واقع در استان کرمانشاه است. 

## سرچشمه
دینورآب از یکی شدن چند رودخانۀ مختلف در محل میان‌راهان ایجاد شده‌است. این سرشاخه‌ها از کوه‌های غربی کندوله، شمال سرتخت و بخش سنقر و کوه‌های دهستان خدابنده‌لو  سرچشمه گرفته و در میان‌راهان با پیوستن آب برناج و آب نوژیوران یکی شده و وارد تنگۀ دینور شده و پس از طی مسیری طولانی، در جنوب بیستون به رودخانهٔ گاماسیاب می‌ریزد.

## شعبه‌های دینورآب
رودخانۀ دینورآب در طول مسیر خود چند شاخه می‌شود. شعبه‌های این رود عبارت‌اند از: رودخانۀ کندوله، رودخانۀ ارمنیان (ارمنی‌جان)، رودخانۀ شاهپورآباد، رودخانۀ سرتخت، رودخانۀ جامیشان، رودخانۀ کنگرشاه، رودخانۀ مله‌ماس، رودخانۀ تینه‌موو.

## مرگ ماهیان
در اواخر تیر ۱۴۰۱ اعلام شد که سطح آب رودخانۀ دینورآب به شدن پایین آمده و نزدیک به ۱۵ هزار ماهی تلف شده‌اند. بر اساس این گزارش طی دو هفتۀ انتهای ماه تیر ۱۴۰۱ دو بار مرگ ماهیان به صورت انبوه اتفاق افتاده است. معاون محیط طبیعی و تنوع زیستی اداره حفاظت محیط زیست استان کرمانشاه از خشک‌سالی و افزایش تبخیر آب، احداث سد، و احداث آب‌بند برای انحراف مسیر آب و مصرف آن جهت کشاورزی و باغداری به کاهش شدید دبی رودخانه و کاهش اکسیژن محلول در آب به عنوان عوامل مؤثر بر مرگ انبوه ماهیان یاد کرده‌است.